# 高斯函数

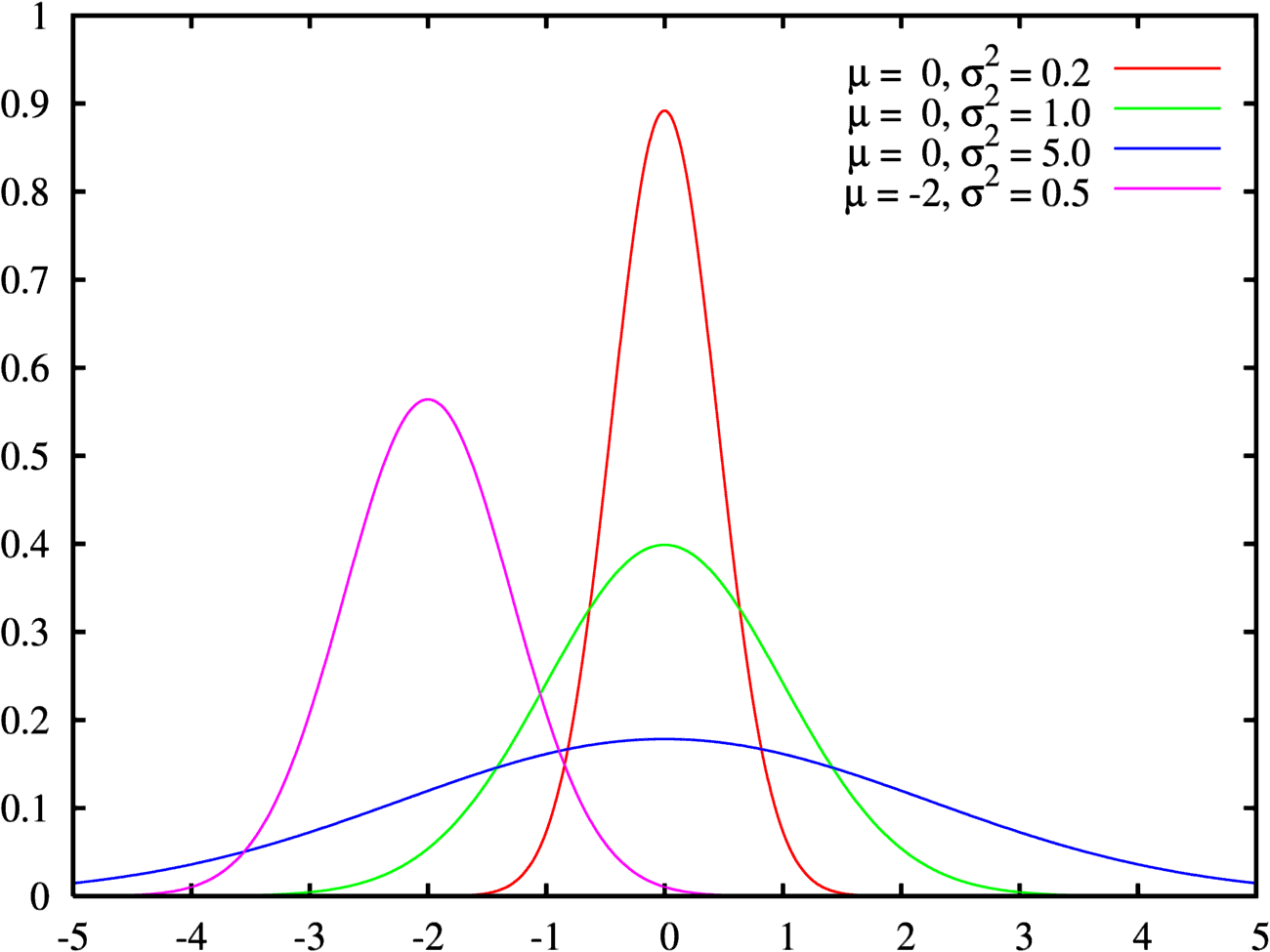
用期望值及方差作为参数表示的高斯曲线（参见正态分布）

高斯函数是形式为
{\displaystyle f(x)=ae^{-(x-b)^{2}/2c^{2}}}
的函数。其中a、b与  c为实数常数，且a > 0.
c2 = 2的高斯函数是傅立叶变换的特征函数。这就意味着高斯函数的傅立叶变换不仅仅是另一个高斯函数，而且是进行傅立叶变换的函数的标量倍。

## 半峰全宽与积分
联立高斯积分
{\displaystyle \int _{-\infty }^{\infty }ae^{-(x-b)^{2}/(2c^{2})}\,dx=ac\cdot {\sqrt {2\pi }}.}
和半峰全宽，
{\displaystyle \mathrm {FWHM} =2{\sqrt {2\ln 2}}\;\sigma \approx 2.355\;\sigma .}  解得
{\displaystyle \int _{-\infty }^{\infty }ae^{-(x-b)^{2}/(2c^{2})}\,dx=a\cdot {\sqrt {2\pi }}FWHM/2.355\approx 1.064\cdot a\cdot FWHM}

## 应用
高斯函数的不定积分是误差函数。在自然科学、社会科学、数学以及工程学等领域都有高斯函数的身影，这方面的例子包括：
- 在统计学与概率论中，高斯函数是正态分布的密度函数，根据中心极限定理它是复杂总和的有限概率分布。
- 高斯函数是量子谐振子基态的波函数。
- 计算化学中所用的分子轨道是名为高斯轨道的高斯函数的线性组合（参见量子化学中的基组）。
- 在数学领域，高斯函数在埃尔米特多项式的定义中起着重要作用。
- 高斯函数与量子场论中的真空态相关。
- 在光学以及微波系统中有高斯波束的应用。
- 高斯函数在图像处理中用作预平滑核（参见尺度空间表示）。